# Enrique de Querol y de Duran
Enrique de Querol y de Duran o Enric de Querol i de Duran (Tarragona, 28 d'abril de 1904 - Barcelona, 3 de març de 1976) fou un jurista i militar català, que exercí d'auditor de brigada a l'Exèrcit espanyol, així com de fiscal en el judici sumari contra el president Lluís Companys.

## Biografia
Nascut l'any 1904 a Tarragona, era fill de Ferran de Querol i de Bofarull, escriptor, polític i advocat de Reus, que treballant a Tarragona esdevingué un destacat dirigent del Partit Liberal Conservador, amb càrrec de diputat als anys 1892, 1896 i 1898. Enrique de Querol es llicencià en Dret i entrà com a jurista a l'Exèrcit espanyol. Ja com a comandant, l'any 1934 actuà com a fiscal en el judici contra els participants dels Fets del 6 d'Octubre a la territorial de Barcelona. L'any 1936 formà part dels revoltats contra el govern de la Segona República Espanyola i salvà la vida gràcies a les mesures de gràcia del president Companys, segons afirma l'historiador Josep Benet al llibre El president Companys, afusellat, que li permeté commutar la pena de mort per 30 anys de presó.
L'any 1940 formà part del judici sumaríssim contra el president de la Generalitat de Catalunya Lluís Companys, en qualitat de fiscal. El seu escrit d'acusació contingué afirmacions, com ara: «Iniciat a la nostra Pàtria el Gloriós Moviment Nacional, s'oposà tenaçment al seu triomf, no només amb la seva actuació decidida en les reunions que s'hagueren de celebrar a les Conselleries de la Generalitat, sinó autoritzant o, si més no, consentint, sense prendre providència eficaç alguna per a impedir-lo, el repartiment d'armes que, amb profusió es feu en aquesta Ciutat entre elements extremistes i integrants del Front Popular».
Al llarg del Franquisme seguí la seva carrera com a jurista militar. Prova d'això fou la recepció que Francisco Franco li oferí el maig de 1960 al Palau de Pedralbes de Barcelona, quan encara exercia de coronel auditor de la Quarta Regió Militar, la corresponent a Catalunya. L'auge de la seva trajectòria arribà l'any 1962 quan fou ascendit a auditor general i, poc després, rebut de nou per Franco però, en aquesta ocasió, al Palau del Pardo de Madrid. Morí l'any 1976 a Barcelona.
De Querol es casà amb Ramona Pedrol Güell (1913-2005) i tingué dues filles i dos fills.